# Rei Zulu
Casimiro de Nascimento Martins (São Luís, Maranhão; 9 de junio de 1947) es un luchador de vale tudo brasileño, más conocido por su nombre artístico Rei Zulu. Es conocido por su carrera en los cuadriláteros y las calles de Brasil, donde se dice que logró amasar multitud de victorias, así como por sus famosas dos luchas de artes marciales mixtas contra Rickson Gracie.
Su hijo, Wágner da Conceição Martins, también es luchador de MMA, y es conocido por el nombre de «Zuluzinho».

## Carrera
Nacido en un entorno empobrecido, Casimiro empezó desde muy joven a pelear en las calles para ganarse la vida. Como no poseía dinero suficiente para costearse clases de artes marciales, entrenó por sí mismo con métodos como lanzar piedras y correr por el campo con un neumático de camión atado a la espalda para ganar fuerza y resistencia, y conoció los rudimentos de la pelea callejera en los suburbios de Brasil. Con todo ello, cuando cumplió 18 años empezó a retar a artistas marciales de todo el país en peleas de vale tudo, y pese a la obvia inferioridad que le suponía no conocer ningún estilo de lucha, sus capacidades físicas suplían su falta de entrenamiento, y siempre salía victorioso. Casimiro era tremendamente fuerte y ágil, y solía intimidar a sus oponentes con muecas y gritos, lo que daba color al espectáculo de sus combates y le brindaba ovaciones de parte del público. Fue por esto por lo que empezó a ser conocido como Rei Zulu.
Después de un dilatado palmarés de victorias, que según algunas fuentes serían 140 y según otras 250, Zulu se enfrentó por primera vez a Rickson Gracie, miembro de la familia Gracie que empezaba a despuntar en su mismo terreno gracias a sus conocimientos de jiu-jitsu brasileño. Se celebró una lucha entre ambos el 25 de abril de 1980, pero las circunstancias no estuvieron a favor de Zulu: la normativa del evento limitaba el golpeo, que era la mayor ventaja de Zulu, y su oponente aprovechó esto mediante el grappling, una disciplina que Zulu no dominaba y en la que los Gracie destacaban. La noche del combate, Rickson se alzó victorioso por estrangulación. Cuatro años después, Zulu tuvo su revancha contra Rickson, esta vez en el estadio Maracazinho, pero el resultado fue el mismo: Rei perdió contra su oponente, de nuevo mejor entrenado y adaptado a las reglas.
A lo largo de su vida, Zulu ha contado con unas pocas luchas más de altura en su historial. Se enfrentó a Rudimar Fedrigo, entrenador de la Chute Box, en una pelea dentro del gimnasio en la que sólo se permitían los golpes de pie, la cual acabó sin resultado. Además, en una de sus victorias más conocidas, Zulu derrotó al maestro de Kung-fu Taisan y campeón brasileño de boxeo aficionado de pesos pesados Sérgio Batarelli en noviembre de 1984 por sumisión. También peleó contra el famoso Pedro "The Pedro" Otavio, con éste resultando ganador.
Su hijo Zuluzinho es también peleador profesional, habiendo competido en PRIDE Fighting Championships.

## Récord en artes marciales mixtas
| Resultado | Récord | Oponente                     | Método                                         | Evento                            | Fecha                   | Ronda | Tiempo      | Localización               | Notas |
| --------- | ------ | ---------------------------- | ---------------------------------------------- | --------------------------------- | ----------------------- | ----- | ----------- | -------------------------- | ----- |
| Derrota   | 2-7    | Santos Samurai               | Descalificación (golpes después de la campana) | Desafío de Gigantes 10            | 6 de julio de 2008      | 2     | 5:00        | Macapá, Brasil             |       |
| Victoria  | 2-6    | Wesslan Evaristo de Oliveira | Sumisión (puñetazos)                           | Zulu Combat 1                     | 20 de enero de 2007     | 1     | 0:28        | São Luís, Maranhão, Brasil |       |
| Derrota   | 1-6    | Enson Inoue                  | TKO (codazos)                                  | Shooto - Reconquista 2            | 6 de abril de 1997      | 1     | 0:45        | Tokio, Japón               |       |
| Derrota   | 1-5    | Kunta Kinte                  | Sumisión (anzuelo)                             | BVF: Circuito de Lutas 7          | 1 de agosto de 1996     | 1     | Desconocido | Río de Janeiro, Brasil     |       |
| Derrota   | 1-4    | Ebenezer Fontes Braga        | Desconocido                                    | Freestyle de Belem 1              | 1 de julio de 1996      | 1     | Desconocido | Belém, Brasil              |       |
| Derrota   | 1-3    | Pedro Otavio                 | Descalificación                                | Desafío - International Vale Tudo | 1 de enero de 1995      | 1     | 11:54       | Río de Janeiro, Brasil     |       |
| Victoria  | 1-2    | Sérgio Batarelli             | Sumisión (guillotine choke)                    | Jiu-Jitsu vs Martial Arts         | 30 de diciembre de 1984 | 1     | 2:24        | Río de Janeiro, Brasil     |       |
| Derrota   | 0-2    | Rickson Gracie               | Sumisión (rear naked choke)                    | Promociones independientes        | 1 de enero de 1984      | 1     | Desconocido | Río de Janeiro, Brasil     |       |
| Derrota   | 0-1    | Rickson Gracie               | Sumisión (rear naked choke)                    | Promociones independientes        | 25 de abril de 1980     | 1     | 11:55       | Brasilia, Brasil           |       |